# Arenas Club de Getxo
Maillots
L'Arenas Club de Getxo est un club de football espagnol basé à Getxo au Pays basque.

## Palmarès
- Championnat d'Espagne
  - Meilleur classement : 3e en 1930
- Coupe d'Espagne
  - Vainqueur : 1919
  - Finaliste : 1917, 1925, 1927

## Anciens joueurs
- Delmiro
- Tomas Agirre
- Rafael Eguzkiza
- Pedro Helguera
- José Maria Yermo
- Guillermo Gorostiza
- Javier Iturriaga
- Raimundo Pérez Lezama
- Joseba del Olmo
- Félix Sesúmaga
- Ian Uranga
- José María Zárraga
- Gorka Luariz

## Entraîneur emblématique
- Javier Clemente